# Бато-Лавуар
48°53′10″ пн. ш. 2°20′15″ сх. д. / 48.886111111111° пн. ш. 2.3376111111111° сх. д.

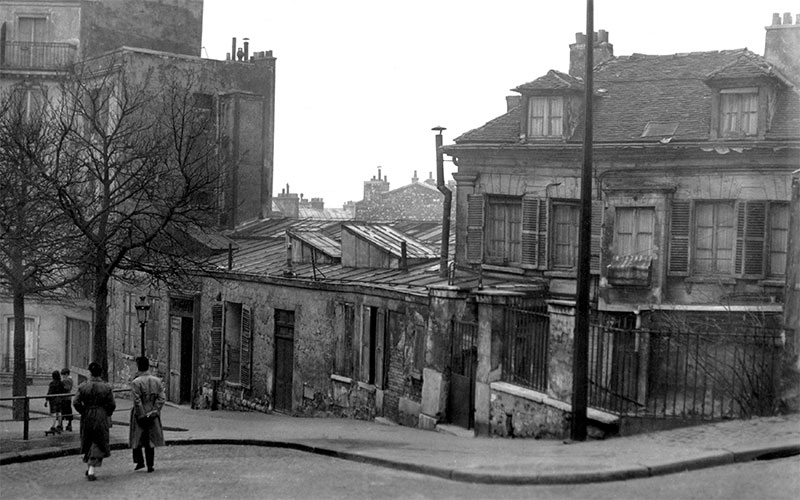
Le Bateau-Lavoir, прибл. 1910

Бато́-Лавуа́р, досл. Корабель-пральня (фр. Bateau-Lavoir) — будівля в районі Монмартра у XVIII окрузі Парижа, відома в історії мистецтва як резиденція та місце зустрічі групи видатних художників початку 20-го століття, літераторів, театральних діячів. людей і торговців мистецтвом. Розташований на вулиці Равіньян № 13 на площі Еміля Гудо, трохи нижче площі Тертр.
У травні 1970 року пожежа знищила більшу частину будівлі, залишився лише фасад, але в 1978 році її було повністю відбудовано.

## Історія

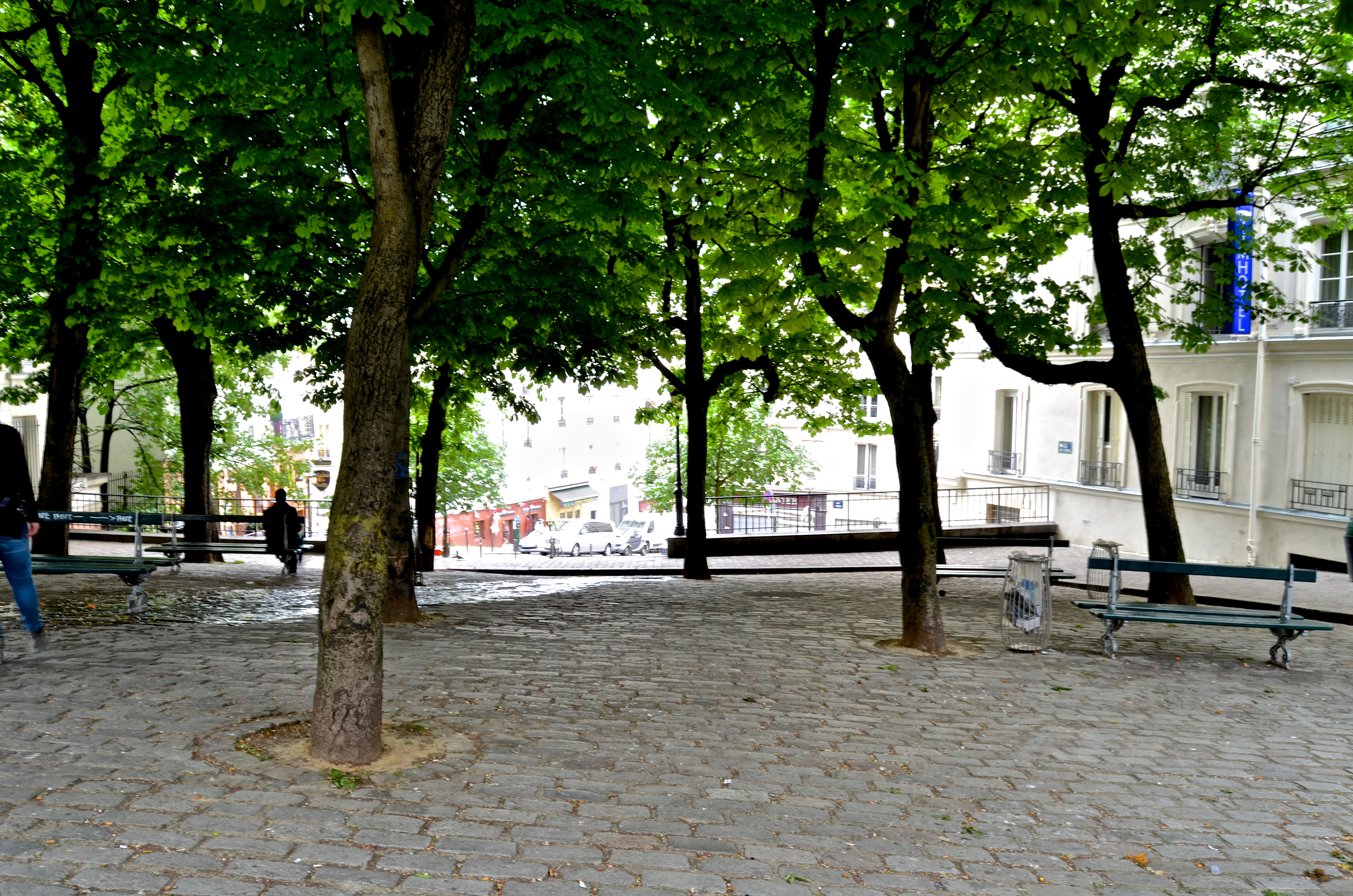
Площа Еміля Гудо у XVIII окрузі Парижа

У 1889 році будівля Бато-Лавуар, де раніше розташовувалася фабрика піаніно, була розділена на 20 невеликих майстерень. Уздовж коридору були розташовані невеликі неопалювані кімнати, які мали єдине джерело води. Назва «Le Bateau-Lavoir» було створено французьким поетом Максом Жакобом. Будівля була темною й брудною, здавалася радше сміттєзвалищем, ніж житлом. У вітряні дні будинок гойдався й скрипів, нагадуючи людям мийні човни на річці Сена, звідки й назва.
Будівля стоїть на невеликій брукованій площі, відомій як Place Ravignan. У 1911 році її перейменували на площу Еміля Гудо на честь Еміля Гудо (1849—1906), популярного прозаїка, поета та журналіста, який заснував відомий літературний клуб Les Hydropathes. Зараз на площі розташований фонтан Воллеса та висаджено кінські каштани.
Максім Мофра (1863—1918) був першим відомим художником, який оселився в Бато-Лавуар приблизно в 1890 році Кеес ван Донген і Пабло Пікассо проживали тут між 1900 і 1904 роками. Після 1904 року сюди переїхало більше художників і письменників, зокрема Отто ван Ріс, Амедео Модільяні, П'єр Мак Орлан, Хуан Гріс, Андре Сальмон, Пабло Ґарґалло, Макс Якоб, Луїджі Корбелліні та П'єр Реверді.
Будинок став неофіційним клубом, до якого входили художники Анрі Матісс, Жорж Брак, Андре Дерен, Рауль Дюфі, Марі Лоренсен, Модільяні, Жан-Поль Лоран, Моріс Утрілло, Жак Ліпшиц, Марія Бланшар, Жан Метсенже і Луї Маркуссі; письменники Гійом Аполлінер, Альфред Жаррі, Жан Кокто, Гюстав Кокійо, Кремніц (Моріс Шевріє), Поль Фор, Андре Варно, Раймон Радіге та Гертруда Стайн; актори Шарль Дюллен, Гаррі Бор і Гастон Модо; і арт-дилери Амбруаз Воллар, Кловіс Саго, Даніель-Анрі Канвейлер і Берта Вейль.
Перебуваючи в Бато-Лавуар, Пікассо намалював такі роботи, як «Молода дівчина з кошиком квітів» і «Хлопчик із люлькою» (Garçon à la pipe) у 1905 році, а також одну зі своїх найвідоміших робіт «Авіньйонські дівчата» у 1907 році. історики мистецтва розглядають ці картини як зразки протокубістського живопису (що був попередником течії, яка стала відомою як кубізм).
Після початку Першої світової війни в 1914 році митці, які жили в Бато-Лавуар і по сусідству, почали переїжджати в інші місця, головним чином на Монпарнас.

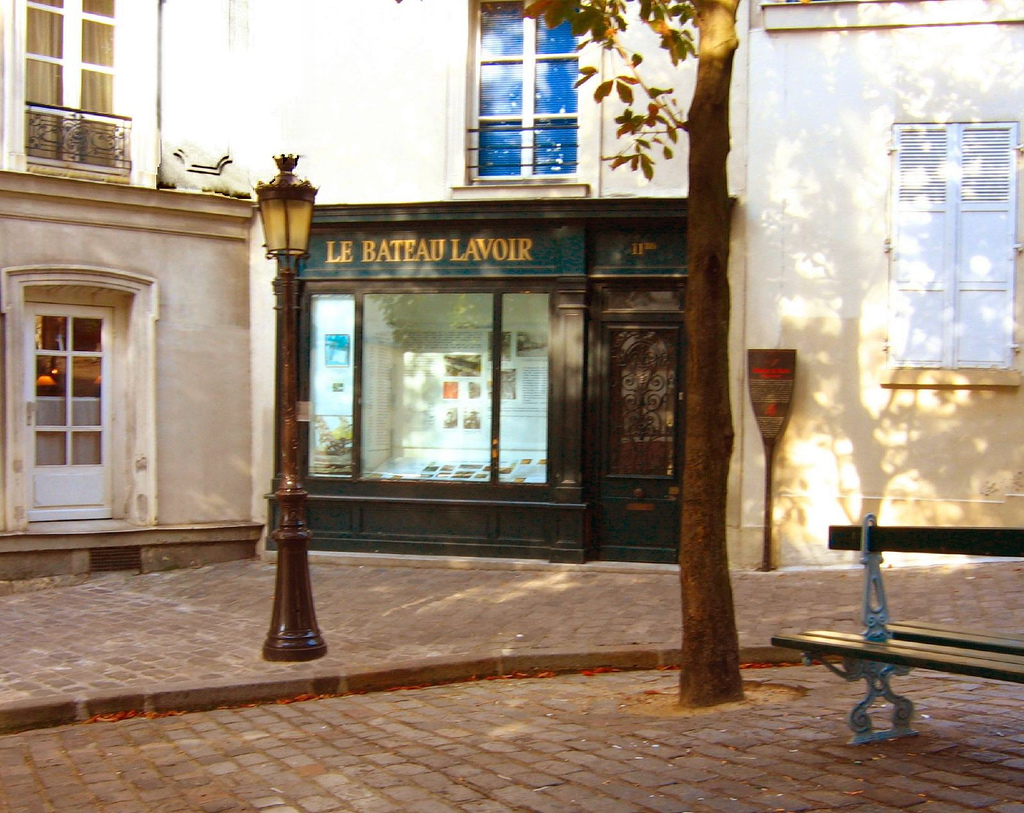
Бато-Лавуар 2005

## Відомі мешканці
- Гійом Аполлінер
- Жорж Брак
- Хосе Де Кріфт
- Луїджі Корбелліні
- Тібор Чернус
- Кес ван Донген
- Отто Фрейндліх
- Пабло Гаргалло
- Хуан Ґріс
- Огюст Гербен
- Макс Жакоб
- Марі Лорансен
- П'єр Мак Орлан
- Максім Мауфра
- Ксенія Миличевич
- Ігор Міторай
- Амедео Модільяні
- Фернанде Олів'є
- Пабло Пікассо
- Августа Прейтінгер
- Адья ван Ріс-Дютіл
- Отто ван Ріс
- П'єр Реверді
- Ендре Розда
- Андре Сальмон
- Арденґо Софічі

## Визначні події

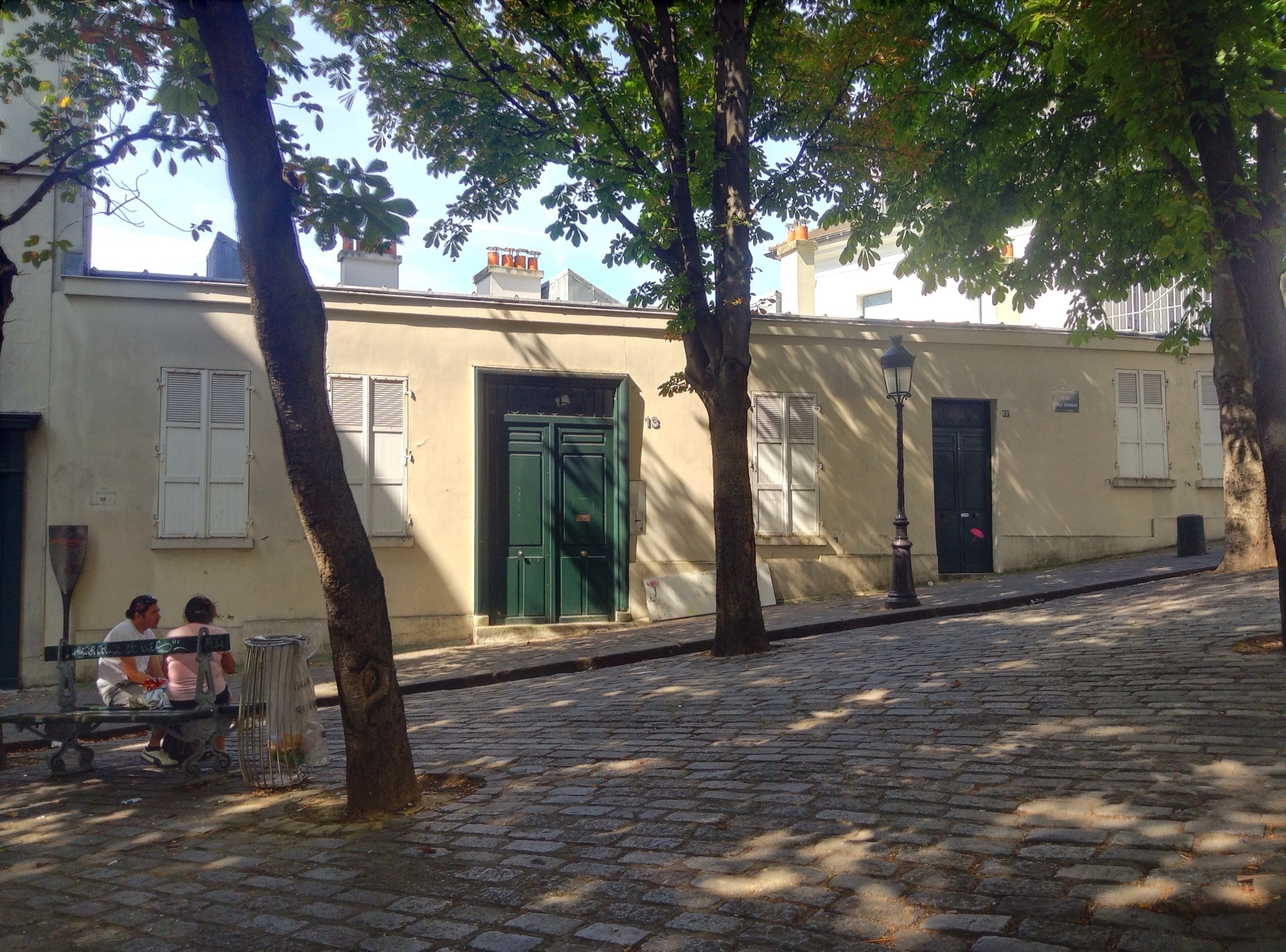
Перебудована будівля тепер на місці Le Bateau-Lavoir

У 1908 році в майстерні Пікассо в Bateau-Lavoir був організований святковий бенкет на честь Анрі Руссо.
Одного разу вночі Амедео Модільяні знищив кілька картин своїх друзів, перебуваючи в алкогольному стані в Bateau-Lavoir, за спогадами його доньки Жанни.

## У масовій культурі
Le Bateau-Lavoir це популярне місце в сезоні 2018 Genius, який зосереджується на житті та творчості Пабло Пікассо.
Він також показаний у фільмі Еріка Ромера 1995 року Les Rendez-vous de Paris.